# Antoni Łaszewski
Antoni Łaszewski (Łaszczewski) herbu Szeliga (zm. w 1783 roku) – podwojewodzi sanocki w 1782 roku, miecznik sanocki w latach 1760-1765, podwojewodzi sanocki w 1760 roku, sędzia kapturowy ziemi sanockiej w 1764 roku.